# Gran Premio motociclistico d'Olanda 1974
Il Gran Premio motociclistico d'Olanda fu il sesto appuntamento del motomondiale 1974.
Si svolse sabato 29 giugno 1974 sul circuito di Assen, e corsero tutte le classi.
Nella classe 50 Herbert Rittberger, alla guida di una moto prodotta da lui stesso, ottiene la sua prima vittoria.
Bruno Kneubühler ottiene la sua prima vittoria in 125 dopo un duello con Ángel Nieto, poi caduto.
In 250 Kenny Roberts, che aveva dominato la gara, cade in fase di doppiaggio, consegnando la vittoria a Walter Villa. Roberts riuscirà comunque a ripartire, terminando terzo.
Facile vittoria per Giacomo Agostini in 350, che trionferà anche in 500, dopo che Phil Read, in testa, cede il passo per problemi di tenuta di strada.
Nei sidecar Werner Schwärzel, in testa alla corsa, è costretto a una sosta per riparare la frizione, lasciando la vittoria a Klaus Enders. Schwärzel concluderà quinto. La vittoria di Enders è l'ultima di un motore quattro tempi fino al 1999.

## Classe 500

### Arrivati al traguardo
| Pos. | Pilota              | Moto          | Tempo     | Punti |
| ---- | ------------------- | ------------- | --------- | ----- |
| 1    | Giacomo Agostini    | Yamaha        | 48' 54" 6 | 15    |
| 2    | Teuvo Länsivuori    | Yamaha        | +3" 2     | 12    |
| 3    | Phil Read           | MV Agusta     | +28" 4    | 10    |
| 4    | Gianfranco Bonera   | MV Agusta     |           | 8     |
| 5    | Charlie Williams    | Maxton-Yamaha |           | 6     |
| 6    | Karl Auer           | Yamaha        |           | 5     |
| 7    | Pentti Korhonen     | Yamaha        |           | 4     |
| 8    | Víctor Palomo       | Yamaha        |           | 3     |
| 9    | Werner Giger        | Yamaha        |           | 2     |
| 10   | John Williams       | Yamaha        |           | 1     |
| 11   | Piet van der Wal    | Yamaha        |           |       |
| 12   | Paul Eickelberg     | König         | +1 giro   |       |
| 13   | Alex George         | Yamaha        | +1 giro   |       |
| 14   | Kurt-Harald Florin  | Yamaha        | +1 giro   |       |
| 15   | Nico van der Zanden | Suzuki        | +1 giro   |       |
| 16   | Jan van Disseldorp  | Yamaha        | +1 giro   |       |
| 17   | Henk Klaassen       | Yamaha        | +1 giro   |       |
| 18   | Guido Mandracci     | Suzuki        | +1 giro   |       |
| 19   | Wietse Veenstra     | Yamaha        | +1 giro   |       |
| 20   | Bosse Granath       | Husqvarna     | +1 giro   |       |

### Ritirati
| Pilota               | Moto        | Motivo ritiro |
| -------------------- | ----------- | ------------- |
| Paul Smart           | Suzuki      | Ritiro        |
| Barry Sheene         | Suzuki      | Incidente     |
| Billie Nelson        | Yamaha/Fath | Ritiro        |
| Jack Findlay         | Suzuki      | Incidente     |
| Eduardo Celso-Santos | Yamaha      | Ritiro        |
| Neil Tuxworth        | Yamaha      | Ritiro        |
| Jan Kostwinder       | Yamaha      | Ritiro        |
| Seppo Kangasniemi    | Yamaha      | Ritiro        |
| Reinhard Hiller      | König       | Ritiro        |
| Walter Rüngg         | Yamaha      | Ritiro        |

### Non qualificati
| Pilota              | Moto       |
| ------------------- | ---------- |
| Ernst Hiller        | König      |
| Georg Pohlmann      | Yamaha     |
| Eric Offenstadt     | Motobecane |
| Christian Léon      | Kawasaki   |
| Gary Nixon          | Suzuki     |
| Jérôme van Haeltert | Suzuki     |
| Rob Bron            | Yamaha     |

## Classe 350

### Arrivati al traguardo
| Pos | Pilota               | Moto            | Tempo     | Punti |
| --- | -------------------- | --------------- | --------- | ----- |
| 1   | Giacomo Agostini     | Yamaha          | 49' 36" 5 | 15    |
| 2   | Dieter Braun         | Yamaha          | +19" 9    | 12    |
| 3   | Patrick Pons         | Yamaha          | +39" 1    | 10    |
| 4   | Billie Nelson        | Yamaha          |           | 8     |
| 5   | Pentti Korhonen      | Yamaha          |           | 6     |
| 6   | Karl Auer            | Yamaha          |           | 5     |
| 7   | John Newbold         | Yamaha          |           | 4     |
| 8   | John Williams        | Yamaha          |           | 3     |
| 9   | Walter Villa         | Harley-Davidson |           | 2     |
| 10  | Tony Rutter          | Yamaha          |           | 1     |
| 11  | Werner Giger         | Yamaha          |           |       |
| 12  | Boet van Dulmen      | Yamaha          |           |       |
| 13  | Michel Rougerie      | Harley-Davidson |           |       |
| 14  | Mario Lega           | Yamaha          |           |       |
| 15  | Wil Hartog           | Yamaha          |           |       |
| 16  | Olivier Chevallier   | Yamaha          |           |       |
| 17  | Eduardo Celso-Santos | Yamaha          |           |       |
| 18  | Kurt-Ivan Carlsson   | Yamaha          | +1 giro   |       |
| 19  | Jan van Disseldorp   | Yamaha          | +1 giro   |       |
| 20  | Helmut Kassner       | Yamaha          | +1 giro   |       |

### Ritirati
| Pilota              | Moto          | Motivo ritiro |
| ------------------- | ------------- | ------------- |
| Mick Grant          | Yamaha        | Ritiro        |
| Christian Bourgeois | Yamaha        | Ritiro        |
| Alex George         | Yamaha        | Ritiro        |
| Silvio Grassetti    | MZ            | Ritiro        |
| Guido Mandracci     | Suzuki        | Ritiro        |
| Teuvo Länsivuori    | Yamaha        | Incidente     |
| Víctor Palomo       | Yamaha        | Ritiro        |
| John Dodds          | Yamaha        | Incidente     |
| Chas Mortimer       | Maxton-Yamaha | Ritiro        |
| Giovanni Proni      | Yamaha        | Ritiro        |
| János Drapál        | Yamaha        | Ritiro        |
| Bosse Granath       | Yamaha        | Ritiro        |
| Phil Read           | MV Agusta     | Ritiro        |
| Gianfranco Bonera   | MV Agusta     | Ritiro        |
| Ulrich Graf         | Yamaha        | Ritiro        |
| Nico van der Zanden | Yamaha        | Ritiro        |
| Rob Bron            | Yamaha        | Incidente     |

## Classe 250

### Arrivati al traguardo
| Pos | Pilota              | Moto            | Tempo     | Punti |
| --- | ------------------- | --------------- | --------- | ----- |
| 1   | Walter Villa        | Harley-Davidson | 50' 23" 0 | 15    |
| 2   | Bruno Kneubühler    | Yamaha          | +43" 6    | 12    |
| 3   | Kenny Roberts       | Yamaha          | +44" 2    | 10    |
| 4   | Patrick Pons        | Yamaha          |           | 8     |
| 5   | John Dodds          | Yamaha          |           | 6     |
| 6   | Chas Mortimer       | Maxton-Yamaha   |           | 5     |
| 7   | Tony Rutter         | Yamaha          |           | 4     |
| 8   | Paolo Pileri        | Yamaha          |           | 3     |
| 9   | Adrie van de Broeke | Yamaha          |           | 2     |
| 10  | Mick Grant          | Yamaha          |           | 1     |
| 11  | Charlie Williams    | Maxton-Yamaha   |           |       |
| 12  | Mario Lega          | Yamaha          |           |       |
| 13  | Olivier Chevallier  | Yamaha          |           |       |
| 14  | Thierry Tchernine   | Yamaha          |           |       |
| 15  | Wil Hartog          | Yamaha          |           |       |
| 16  | Gyula Marsovszky    | Yamaha          |           |       |
| 17  | John Newbold        | Yamaha          | +1 giro   |       |
| 18  | Helmut Kassner      | Yamaha          | +1 giro   |       |
| 19  | Rolf Minhoff        | Maico           | +1 giro   |       |
| 20  | Leo Bovee           | Yamaha          | +4 giri   |       |

### Ritirati
| Pilota              | Moto            | Motivo ritiro |
| ------------------- | --------------- | ------------- |
| Michel Rougerie     | Harley-Davidson | Incidente     |
| Matti Salonen       | Yamaha          | Ritiro        |
| Dieter Braun        | Yamaha          | Ritiro        |
| Christian Bourgeois | Yamaha          | Ritiro        |
| Nico van der Zanden | Yamaha          | Ritiro        |
| Takazumi Katayama   | Yamaha          | Incidente     |
| Kent Andersson      | Yamaha          | Ritiro        |
| Eugenio Lazzarini   | Piovaticci      | Ritiro        |
| Ángel Nieto         | Derbi           | Ritiro        |
| Giovanni Proni      | Yamaha          | Ritiro        |
| János Drapál        | Yamaha          | Ritiro        |
| Orenzo Memola       | Yamaha          | Ritiro        |
| Ryszard Mankiewicz  | Yamaha          | Ritiro        |
| Francis Hollebecq   | Yamaha          | Ritiro        |
| Kees Schermer       | Yamaha          | Ritiro        |
| Frits Geysendorpher | Yamaha          | Ritiro        |
| Silvio Grassetti    | MZ              | Ritiro        |

## Classe 125

### Arrivati al traguardo
| Pos | Pilota            | Moto        | Tempo     | Punti |
| --- | ----------------- | ----------- | --------- | ----- |
| 1   | Bruno Kneubühler  | Yamaha      | 46' 27" 2 | 15    |
| 2   | Otello Buscherini | Malanca     | +6" 3     | 12    |
| 3   | Kent Andersson    | Yamaha      | +7" 7     | 10    |
| 4   | Gert Bender       | Bender      |           | 8     |
| 5   | Jos Schurgers     | Bridgestone |           | 6     |
| 6   | Leif Gustafsson   | Maico       |           | 5     |
| 7   | Harald Bartol     | Suzuki      |           | 4     |
| 8   | Thierry Tchernine | Yamaha      |           | 3     |
| 9   | Aart Valster      | Yamaha      |           | 2     |
| 10  | Johann Zemsauer   | Rotax       |           | 1     |
| 11  | Roel Cornelis     | Yamaha      |           |       |
| 12  | Rudolf Weiss      | Maico       | +1 giro   |       |
| 13  | Xaver Tschannen   | Maico       | +1 giro   |       |
| 14  | Staffan Liebst    | Yamaha      | +1 giro   |       |
| 15  | Seppo Kangasniemi | Yamaha      | +1 giro   |       |

### Ritirati
| Pilota                 | Moto        | Motivo ritiro |
| ---------------------- | ----------- | ------------- |
| Eric Offenstadt        | Motobecane  | Ritiro        |
| Ángel Nieto            | Morbidelli  | Incidente     |
| Horst Seel             | Maico       | Ritiro        |
| Henk van Kessel        | Bridgestone | Ritiro        |
| Rolf Minhoff           | Maico       | Ritiro        |
| Neil Tuxworth          | Yamaha      | Ritiro        |
| Eugenio Lazzarini      | Piovaticci  | Ritiro        |
| Paolo Pileri           | Morbidelli  | Ritiro        |
| Cees van Dongen        | Yamaha      | Incidente     |
| Herbert Rittberger     | Yamaha      | Ritiro        |
| Claudio Lusuardi       | Moto Villa  | Ritiro        |
| Gianni Ribuffo         | DRS         | Ritiro        |
| Alain John Jones       | Maico       | Ritiro        |
| Pentti Salonen         | Yamaha      | Ritiro        |
| Pier Paolo Bianchi     | Minarelli   | Ritiro        |
| Matti Salonen          | Yamaha      | Ritiro        |
| Jan Huberts            | MZ          | Ritiro        |
| Ryszard Mankiewicz     | MZ          | Ritiro        |
| Hans-Jürgen Hummel     | Yamaha      | Ritiro        |
| Piet van der Goorbergh | Yamaha      | Ritiro        |
| Jan Warners            | Yamaha      | Ritiro        |

## Classe 50

### Arrivati al traguardo
| Pos | Pilota               | Moto         | Tempo     | Punti |
| --- | -------------------- | ------------ | --------- | ----- |
| 1   | Herbert Rittberger   | Kreidler     | 33' 12" 1 | 15    |
| 2   | Henk van Kessel      | Kreidler     | +14" 4    | 12    |
| 3   | Jan Bruins           | Jamathi      | +19" 0    | 10    |
| 4   | Rudolf Kunz          | Kreidler     |           | 8     |
| 5   | Stefan Dörflinger    | Kreidler     |           | 6     |
| 6   | Hans-Jürgen Hummel   | Kreidler     |           | 5     |
| 7   | Ulrich Graf          | Kreidler     |           | 4     |
| 8   | Jan Huberts          | Kreidler     |           | 3     |
| 9   | Adam van de Draay    | Kreidler     |           | 2     |
| 10  | Tom Kooyman          | Hemeyla      |           | 1     |
| 11  | Gerrit Strikker      | Kreidler     |           |       |
| 12  | Gerhard Thurow       | Kreidler     |           |       |
| 13  | Jürgen Röller        | Kreidler     |           |       |
| 14  | Wilhelm Werner       | Kreidler     |           |       |
| 15  | Nigel Stone          | Jamathi      |           |       |
| 16  | Juliaan Vanzeebroeck | Kreidler     |           |       |
| 17  | Willem Koerhuis      | Hemeyla      |           |       |
| 18  | Kasimir Rapcynski    | Kreidler     |           |       |
| 19  | Engelbert Kip        | Kreidler     |           |       |
| 20  | Rein Gijsman         | Roton        | +1 giro   |       |
| 21  | Pentti Salonen       | Tunturi-Puch | +1 giro   |       |
| 22  | Wolfgang Golembeck   | Kreidler     | +1 giro   |       |
| 23  | John Koster          | Kreidler     | +1 giro   |       |

### Ritirati
| Pilota            | Moto       | Motivo ritiro |
| ----------------- | ---------- | ------------- |
| Ludwig Fassbender | Kreidler   | Incidente     |
| Theo Timmer       | Jamathi    | Ritiro        |
| Ingo Emmerich     | Kreidler   | Incidente     |
| Lars Persson      | Penningson | Ritiro        |
| Harald Bartol     | Kreidler   | Ritiro        |
| Otello Buscherini | Malanca    | Incidente     |
| Nico Polane       | Roton      | Incidente     |

## Classe sidecar
Per le motocarrozzette si trattò della 153ª gara effettuata dall'istituzione della classe nel 1949; si sviluppò su 14 giri, per una percorrenza di 107,860 km.
Pole position di Werner Schwärzel/Karl-Heinz Kleis (König), giro più veloce di Klaus Enders/Ralf Engelhardt (Busch-BMW) in 3' 21" 2 a 137,852 km/h.

### Arrivati al traguardo
| Pos | Pilota                | Passeggero       | Moto        | Tempo     | Punti |
| --- | --------------------- | ---------------- | ----------- | --------- | ----- |
| 1   | Klaus Enders          | Ralf Engelhardt  | Busch-BMW   | 47' 54" 7 | 15    |
| 2   | Rolf Steinhausen      | Josef Huber      | Busch-König | +17" 2    | 12    |
| 3   | Siegfried Schauzu     | Wolfgang Kalauch | Busch-BMW   | +1' 28" 2 | 10    |
| 4   | Heinz Luthringshauser | Hermann Hahn     | Busch-BMW   |           | 8     |
| 5   | Werner Schwärzel      | Karl-Heinz Kleis | König       |           | 6     |
| 6   | Siegfried Maier       | Gerhard Lehmann  | BMW         |           | 5     |
| 7   | Gustav Pape           | Erich Berghahn   | König       | +1 giro   | 4     |
| 8   | Richard Wegener       | Derek Jacobson   | BMW         | +1 giro   | 3     |
| 9   | Egon Schons           | Horst Schons     | BMW         | +1 giro   | 2     |
| 10  | Karl Venus            | Rainer Gundel    | König       | +2 giri   | 1     |
| 11  | Cees Smit             | Jan Smit         | Piek-Honda  | +3 giri   |       |

## Fonti e bibliografia
- "Motor" n° 27 del 5 luglio 1974, pagg. 1298-1299, su motorracehistorie.nl. URL consultato il 27 gennaio 2013 (archiviato dall'url originale il 5 aprile 2015).